# イスラム教世界大学連合
イスラム教世界大学連合（イスラムきょうせかいだいがくれんごう, Federation of the Universities of the Islamic World:FUIW）は、イスラム教の世界の中で大学と高等教育機関を支援するために、イスラム教育科学文化機構 (ISESCO) のフレームワーク内で活動する組織である。
- アラブ首長国連邦
- アゼルバイジャン共和国
  - バングラデシュ農業大学
- ブルキナファソ
- ブルネイ・ダルサラーム
  - アル・アザール大学
  - タンタ大学
  - コナクリ大学
- インド
  - 工科大学
  - ムスタンシリヤフ大学
  - 医学ヘルス・サービス・イラン大学
  - 技術カジェ＝ナシラルヂン・トオシ大学
  - テヘラン大学
  - 農学天然資源ゴルガーン大学
  - 技術イスラム教国主張大学
  - アンマン私立大学
  - アル・アル＝ベイト大学
  - ヤモウク大学
- クルグズスタン
  - クウェート大学
  - レバノン大学
  - ガリーオウニス大学
  - アル車大学
  - マホメット1世大学
  - シディ・モハメッド・ベン・アブデッァフ大学
  - マリ大学
  - 科学マレーシア大学
- モザンビーク共和国
  - バイエロ・カノ大学
  - アル・アザール大学
  - ハリル大学
  - シャー・アブドゥール古代大学
  - アザド・ジャム・アンド・カシミール大学
- カタール
  - イスラム教大学
- スーダン
  - 青ナイル大学
  - カーツーム大学
  - チェイク・アンタ・ディオプ大学
- スリナム
- タジキスタン
- 英国
  - 科学技術大学
  - クラアン・カリーム高大学
- バーレーン
  - アラビア湾大学